# 南喀麥隆高原

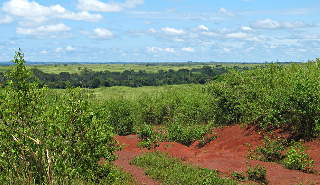

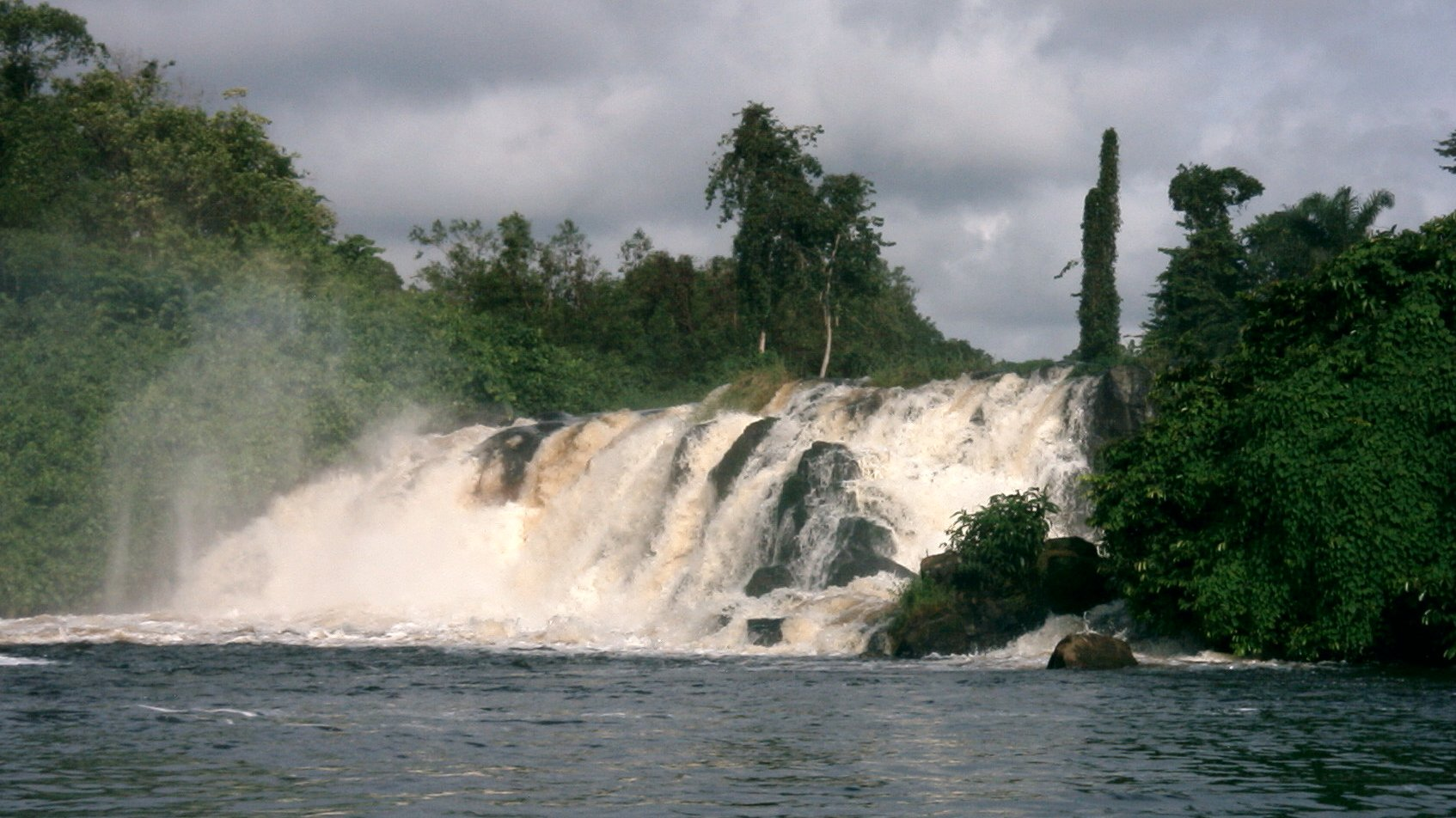

5°00′00″N 12°00′00″E / 5.0000°N 12.0000°E
南喀麥隆高原（法語：Cao nguyên Nam Cameroon），是喀麥隆的高原，處於阿達馬瓦高原以南，面積約225,100平方公里，覆蓋該國超過一半土地，受赤道氣候影響，每年平均降雨量1,500至2,000毫米。